# Walter Ulbricht

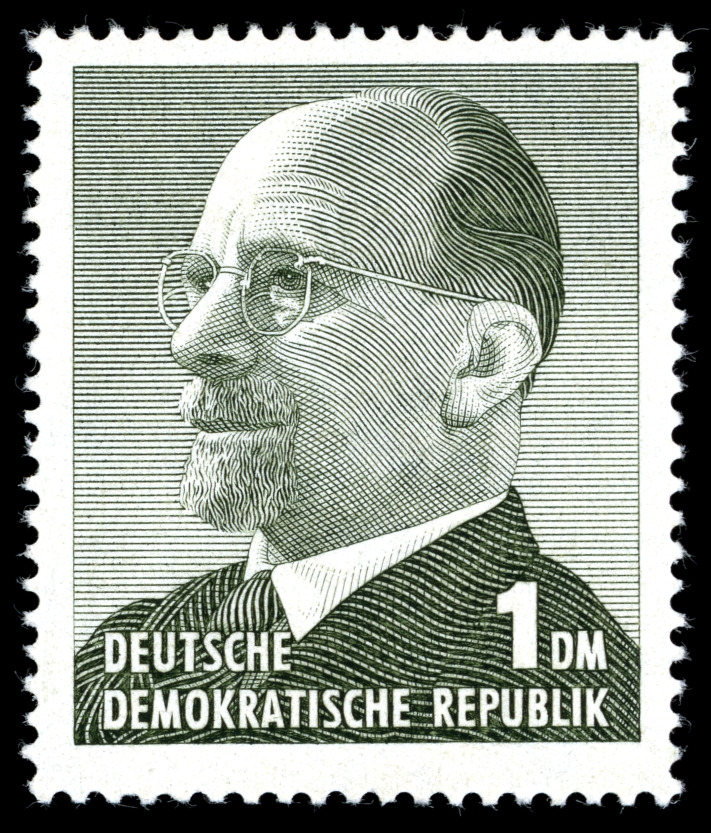
Timbru din RDG cu efigia lui Walter Ulbricht

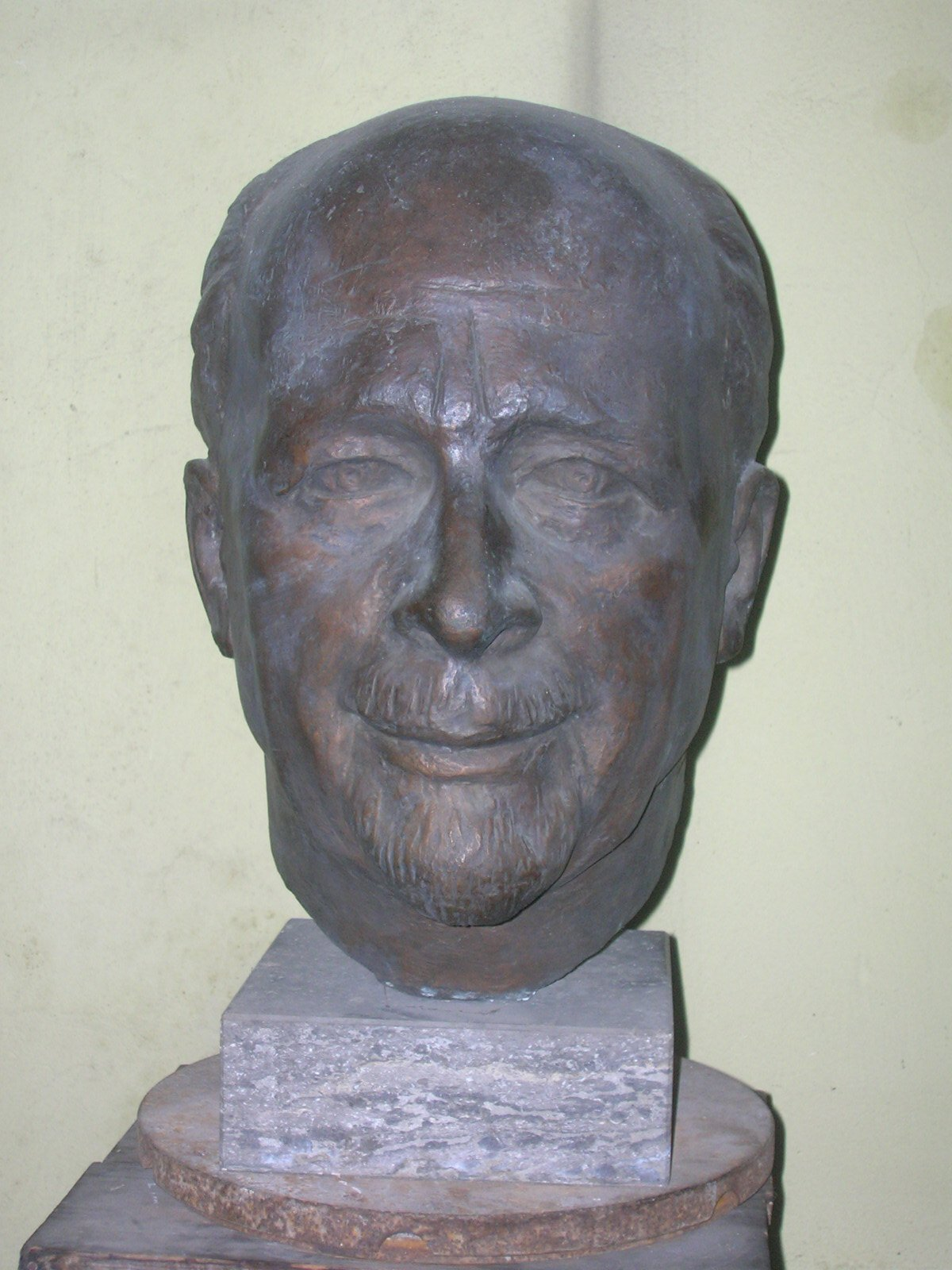
Bustul lui Walter Ulbricht executat de Ruth Hahne

Walter Ernst Paul Ulbricht (n. 30 iunie 1893, Leipzig, Germania – d. 1 august 1973, Templin, RDG) a fost un comunist german, președinte al Republicii Democate Germane și secretar general al Partidului Unității Socialiste din RDG.

## Biografie
Walter Ulbricht și-a început viața politică în timpul Imperiului German, când s-a alăturat Partidului Social Democrat din Germania (SPD) în anul 1912, Partidului Social Democrat Independent din Germania (USPD), și a părăsit Armata Imperială Germană în anul 1918. S-a alăturat Partidului Comunist din Germania în 1920 și a devenit funcționar principal al partidului, funcționând în Comitetul central începând cu anul 1923.  După preluarea nazistă a Germaniei în anul 1933, Ulbricht a locuit la Paris și Praga din anul 1933 până în 1937 și în Uniunea Sovietică din anul 1937 până în 1945.
După încheierea celui de-al Doilea Război Mondial, Ulbricht a reorganizat Partidul Comunist German în zona de ocupație sovietică de-a lungul liniilor staliniste. A jucat un rol cheie în fuziunea forțată a KPD și SPD în Partidul Socialist Unitar din Germania (SED) în 1946. A devenit Prim-secretar al SED și liderul efectiv al recent-înființatei Germanii de Est în 1950. Sovietul, forța de ocupație a armatei a suprimat violent revolta din 1953 în Germania de Est la 17 iunie 1953, în timp ce Ulbricht se ascundea în sediul armatei sovietice din Berlin - Karlshorst. Germania de Est s-a alăturat Pactului de la Varșovia controlat de sovietici la fondarea sa în 1955. Ulbricht a prezidat suprimarea totală a drepturilor civile și politice în statul german-est, care a funcționat ca dictatură comunistă cu un singur partid de la fondarea sa în 1949. În 1953, Walter Ulbricht a fost decorat cu Ordinul Karl Marx.